# Omyomymar longidigitum
Omyomymar longidigitum är en stekelart som beskrevs av Lin och Chiappini 1996. Omyomymar longidigitum ingår i släktet Omyomymar och familjen dvärgsteklar. Inga underarter finns listade i Catalogue of Life.